# Заслуженный артист Молдавской ССР
Заслуженный артист Молдавской  ССР — почётное звание, присваивалось Президиумом Верховного Совета Молдавской ССР и являлось одной из форм признания государством и обществом заслуг отличившихся граждан. Учреждено 14 марта 1941 года. 
Присваивалось выдающимся деятелям искусства, особо отличившимся в деле развития театра, музыки, кино, цирка, режиссёрам, композиторам, дирижёрам, концертмейстерам, художественным руководителям музыкальных, хоровых, танцевальных и других коллективов, другим творческим работникам, музыкантам-исполнителям за высокое мастерство, и содействие развитию искусства.
Следующей степенью признания было присвоение звания «Народный артист Молдавской ССР», затем «Народный артист СССР».
Начиная с 1919 и до указа 1941 года присваивалось звание «Заслуженный артист Республики». Присваивалось оно коллегиями Наркомпроса республик, приказами наркомов просвещения, исполкомами областных и краевых советов.
Первым награждённым в 1951 году был Дальский, Владимир Михайлович – актёр.

Последним награждённым этим почётным званием в 1991 году был Аксёнов, Бэно Максович – актёр, режиссёр, театральный педагог.
С распадом Советского Союза в Молдавии звание «Заслуженный артист Молдавской ССР» было заменено званиями «Заслуженный артист Молдовы», «Maestru în Artă» (Мастер искусств) и «Om Emerit» (заслуженный человек), при этом учитывая заслуги граждан Республики Молдова, награждённых государственными наградами бывших СССР и Молдавской ССР, за ними сохранились права и обязанности, предусмотренные законодательством бывших СССР и Молдавской ССР о наградах.